# Нил, Том (актёр)
Том Нил (англ. Tom Neal), полное имя Томас Кэрролл Нил-младший (англ. Thomas Carroll Neal Jr.; 28 января 1914 — 7 августа 1972) — американский актёр театра и кино, известный по ролям в фильмах 1930-40-х годов.
Нил более всего известен благодаря исполнению главной роли в классическом фильме нуар «Объезд» (1945), а также скандальным романом с актрисой Барбарой Пэйтон и позднее — убийством своей третьей жены.
Нил также сыграл в таких фильмах, как «Другой тонкий человек» (1939), «В рамках закона» (1939), «Девушка из джунглей» (1941), «Гордость янки» (1942), «Летающие тигры» (1942), «Военно-воздушные силы» (1943), «За восходящим солнцем» (1943), «Не время для любви» (1943), «Корпорация «Преступление»» (1945), «Грубиян» (1946) и «Брюс Джентри» (1949).

## Ранние годы и начало творческой карьеры
Том Нил родился 18 января 1914 года в Эванстоне, Иллинойс, первым из двух детей в семье богатого банкира. Он получил образование в Северо-Западном университете в Эванстоне, а в 1934 году закончил Гарвардский университет. Во время учёбы он увлекался лёгкой атлетикой, гольфом, теннисом и лыжами, был неплохим боксёром и играл на национальном уровне в команде по футболу.
Свой интерес к актёрской игре Нил впервые проявил во время участия в студенческих постановках, а после завершения учёбы — в летнем театре в Массачусетсе, после чего поехал на гастроли со спектаклем «Старая дева» . В 1935 году красивый, атлетически сложенный Нил появился на Бродвее, сыграв в трёх спектаклях — антивоенной драме «Если это измена» (1935), комедии «Весенний танец» (1935) с Хосе Феррером и трагедии «Дочери Атрея» (1936) с Марией Успенской. Хотя критика высоко оценила последний спектакль, в коммерческом плане он провалился. Во время игры в спектакле «Любовь не проста» Нил привлёк внимание агента по поиску талантов Мартина Стейна из компании Metro-Goldwyn-Mayer, который организовал кинопробы и быстро подписал с 24-летним актёром контракт.

## Карьера в кино в 1938—1951 годах
Нил дебютировал на экране в семейной комедии «На запад вместе с Харди» (1938), четвёртом фильме из многолетней серии картин про Энди Харди (его играл Микки Руни). Затем последовала роль в криминальном экшне об автогонщиках «Сожги их, О’Коннор» (1938) с Деннисом О’Кифом. На следующий год Нил сыграл почти в десятке фильмов, большинство из которых были быстро забыты, среди них посредственная больничная комедия «Четыре девушки в белом» (1939) и моральная тюремная мелодрама «Они все выходят» (1939), которая делалась как короткометражка серии «Преступление себя не окупает», но затем была расширена до полнометражного фильма. Свою лучшую игру Нил показал в криминальной мелодраме «В рамках закона» (1939), про которую критик Variety написал: «Том Нил, демонстрируя сходный с Джоном Гарфилдом суровый и решительный характер, впервые прорывается в ведущие актёры, справляясь с новой для себя
работой самым компетентным образом».
Нила признали как крепкого, надёжного актёра студии MGM и в результате взяли на роль в крупнобюджетный фильм «Странный груз» (1940) с участием Джоан Кроуфорд и Кларка Гейбла. Однако, как пишет историк кино Карен Хэннсберри, «вместо того, чтобы зацепиться за эту возможность, Нил совершил одну из своих многочисленных ошибок. Ещё до начала съёмок Нил позволил нежелательные заигрывания с Кроуфорд, которая доложила об этом главе MGM Луису Б. Майеру. Без всяких церемоний Нила убрали из фильма, заменив актёром Джоном Олдриджем». В качестве дополнительного наказания Нила отдали в аренду на студию RKO для съёмок в медицинской драме «Отважный доктор Кристиан» (1940) с Джином Хершолтом в главной роли. Хотя Нил и получил хорошие отзывы за свою игру, MGM рассталась с ним после ещё трёх небольших ролей.
Вскоре Нил подписал договор со студией Columbia, и в первом фильме на этой студии, криминальной мелодраме «Несовершеннолетние» (1941), он заслужил похвалы в Variety за создание «жизненного образа». За этим фильмом последовала серия средних картин, включая приключенческий киносериал студии Republic «Девушка из джунглей» (1941), запутанный и страшный криминальный триллер «Бауэри в полночь» (1942) с Белой Лугоши в главной роли, а также мелодраму военного времени «Кое-что о солдате» (1943), где он сыграл главную роль в паре с Эвелин Кейс.
Хотя, по словам Хэннсберри, Нилу так и не удалось подняться до звёздного статуса, тем не менее, он был постоянно занят работой и в нескольких фильмах появился на экране с элитными голливудскими актёрами. С Джоном Уэйном он сыграл в мелодраме о военных лётчиках «Летающие тигры» (1942), с Гэри Купером — в биографической спортивной мелодраме «Гордость янки» (1942), с Джин Тирни — в мелодраме «Китаянка» (1942), с Джоном Гарфилдом — в военном триллере «Военно-воздушные силы» (1943) и с Клодетт Кольбер и Фредом Макмюрреем — в мелодраме «Нет времени для любви» (1943).
Следующий большой прорыв ожидал Нила в 1943 году, когда его в качестве фрилансера пригласили на роль в фильме RKO «За восходящим солнцем». Названная одним из рецензентов антивоенной картиной, которая повествует о том, как «японская милитаристская машина… может превратить честного и достойного человека в оскалившегося и убивающего труса», эта лента имела большой кассовый успех и принесла Нилу одни из самых лучших отзывов в его карьере. Однако за этим фильмом последовали главные роли в серии «никчемных», по мнению Хэннсберри, картин, таких как детективный вестерн с Энн Сэвидж «Кейт из Клондайка» (1943), криминальная мелодрама «Рэкетир» (1944) и военный экшн, снова с Сэвидж, «Двухместная подводная лодка»(1944).
В 1945 году Нил и Сэвидж сыграли главные роли в фильме нуар «Объезд», мрачной истории о несчастном человеке, который принимает неверные решения, в результате чего оказывается в ловушке обстоятельств, которые находятся вне его контроля. В этой картине Нил создаёт образ нью-йоркского пианиста Эла Робертса, который на попутках направляется к своей невесте в Голливуд, куда та уехала в поисках славы и богатства. Его соглашается подвезти некий мужчина по имени Чарльз, который неожиданно по дороге умирает, и Эл, опасаясь, что его обвинят в смерти Чарльза, прячет тело умершего, решая выдать себя за него. По дороге он подбирает женщину по имени Вера (Энн Сэвидж), которая, как выясняется, знала умершего, и который оказался наследником умирающего миллионера. Шантажом Вера заставляет Эла продолжить выдавать себя за Чарльза, рассчитывая с его помощью получить наследство. Однако во время ссоры в гостинице, Эл случайно душит Веру телефонным проводом, после чего, так и не увидев свою невесту, бежит в Рино, где его забирает полицейский патруль. Как пишет Хэннсберри, «этот низкобюджетный фильм обошёлся всего в 20 тысяч долларов, однако оказался одним из неожиданных хитов года, и десятилетия спустя, считается одним из самых знаменитых фильмов нуар». После его выхода фильм был назван «одной из самых трогательных и тревожных историй, когда-либо выходивших на экраны», а Нил был отмечен хвалебными отзывами во многих изданиях. В частности, критик Variety заявил, что он «хорошо справился со сложной ролью, показав себя как актёр, способный на нечто лучшее», а обозреватель «Лос-Анджелес Таймс» написал: «Том Нил захватывает вас каждым своим движением и выражением лица» . Современный историк кино Артур Лайонс отметил, что с этим фильмом Нил «ближе всего подобрался к большой славе», а его коллега Ханс Воллстейн написал, что «пылкая химия Нила и Сэвидж обеспечила фильму прочное место как важнейшего низкобюджетного фильма нуар, который остаётся одним из немногих памятных фильмов „бедной“ студии PRC».
Однако, как отмечает Хэннсберри, «Объезд» стал не только вершиной, но и поворотной точкой в карьере Нила. Он продолжал беспрерывно сниматься, но единственной более или менее значимой картиной была шпионская мелодрама «Первый янки в Токио» (1945), первый американский фильм, показывающий ядерное нападение на Японию. В том же году на PRC Нил сыграл главную роль в детективной драме «Клуб Гавана» (1945), которую, как говорили, режиссёр Ульмер снял за четыре дня, в одной декорации и фактически без сценария, а также в фильме нуар «Преступление, инк» (1945), где он был прогрессивным репортёром, разоблачающим деятельность мафии. После этого Нил ненадолго вернулся на сцену, гастролируя летом 1945 года вместе с Мириам Хопкинс со спектаклем «Лора», где он играл роль, которую в известном одноимённом фильме исполнил Дэной Эндрюсом.
Вернувшись в Голливуд, Нил подписал контракт с Universal, получив роль в паре с Мартой О’Дрисколл в детективе «Алиби от блондинки» (1946) и в нуаровом хорроре «Грубиян» (1946), где невинному герою Нила мстит за своё уродство пугающий персонаж, которого сыграл Рондо Хаттон (актёр умер до выхода фильма на экраны). Во время съёмок этого мрачного фильма студия Universal слилась с International Pictures, в результате чего наряду со многими другими контрактными актёрами студии Нил потерял свой контракт.
В течение нескольких лет он играл непримечательные роли в посредственных фильмах таких студий «бедного ряда», как Monogram, PRC и Lippert, которая подписала с ним контракт. Единственными картинами Нила на крупных студиях в этот период были «сносная» послевоенная мелодрама студии Paramount «Помимо славы» (1948) с Аланом Лэддом и Донной Рид в главных ролях, а также киносериал из 15 эпизодов студии Columbia «Брюс Джентри — сорвиголова в небе» (1949), где Нил сыграл лётчика, выступающего в борьбу с неведомой злой силой.

## Актёрское амплуа и оценка творчества
По словам Хэннсберри, Том Нил был «несчастным и по-суровому красивым актёром», а его «жизнь была похожа на трагический фильм. Он родился „с серебряной ложкой во рту“, получил качественное образование в одной из лучших школ страны — и был образцовым американским мальчиком. Когда он решил стать актёром, ему удалось это без проблем. И хотя его фильмы были обычно не самого высокого калибра, он по крайней мере никогда не искал работу». По мнению Ханнса Воллстейна, при подписании контракта с Нилом, студия Metro-Goldwyn-Mayer, очевидно, рассматривала его как «ещё одного Кларка Гейбла», однако фактически «Нил проводил время во второстепенных ролях и арендах на других студиях». Как отмечает Артур Лайонс, «хотя Нил появился как минимум в 180 голливудских фильмах, он так и не поднялся выше уровня картин категории В». Он провёл практически всю свою карьеру, играя характерные роли мачо в таких фильмах, как «Летающие тигры», «За восходящим солнцем» и «Первый янки в Токио». Вместе с тем, по мнению Хэннсберри, сыгранная им «главная роль в культовой классике „Объезд“ (1945) принесла ему место среди лучших актёров жанра фильм нуар».
Как далее пишет Хэннсберри, «в Голливуде не так много историй столь же мрачных и беспощадных, как жизнь Тома Нила. Как и персонаж, которого он сыграл в знаменитом фильме нуар, Нил часто казался загнанным в неподконтрольные ему обстоятельства». Его сын, Том Нил-младший, кажется, точно описал как судьбу героя «Объезда», так и судьбу отца: «Он не был лузером в классическом смысле этого слова — он парень, который попал в переплёт, и когда туда попадаешь, то выхода уже нет» . Карьера Нила прервалась слишком рано из-за роковой романтической связи и буйного характера. Позднее он попытался вернуть свою жизнь в нормальное русло, но в конце концов оказался в тюрьме за убийство жены.

## Личная жизнь

### Первый брак с Викки Лейн
В 1948 году Нил женился на актрисе Викки Лейн, лучшей ролью которой, вероятно, стала роль полуобезьяны-полуженщины в картине «Пленница джунглей» (1945). Пара развелась в 1950 году.

### Отношения с Барбарой Пэйтон. Драка с Франшо Тоуном и её последствия
По словам Воллстейна, «к началу 1950-х годов Нил стал более известен благодаря своим заэкранным выходкам», чем актёрским ролям. Как пишет Хэннсберри, в 1951 году на вечеринке Нил познакомился с актрисой Барбарой Пэйтон, и «эта встреча положила начало краху личной жизни актёра». Пэйтон была полногрудой, привлекательной блондинкой на пути к многообещающей экранной карьере. На момент знакомства она встречалась с признанным актёром Франшо Тоуном, однако после знакомства с Нилом с головой ушла в бурный роман с ним. Через несколько недель Пэйтон прекратила отношения с Тоуном, заявив прессе, что она помолвлена с Нилом. Затем актриса передумала и возобновила отношения с Тоуном, однако два месяца спустя снова бросила его и вернулась к Нилу. Пара объявила прессе о предстоящей женитьбе 14 сентября 1951 года. В ночь накануне свадьбы, узнав, что Пэйтон отправилась на свидание с Тоуном, Нил поджидал актрису у её дома. Когда перед рассветом появились Пэйтон и Тоун, Нил вышел им навстречу. Последовал спор, и хотя нет единого мнения о том, кто нанёс удар первым, Нил, который когда-то был сильным боксёром-любителем, несколько раз ударил Тоуна, в результате чего у того диагностировали сотрясение мозга, сломанный нос и перелом челюсти. Разъярённый Нил ударил и Пэйтон.
В связи с этим инцидентом Нил был арестован и обвинён в «использовании кулаков как оружия», кроме того, Тоун подал против него иск на 150 тысяч долларов. Хотя Пэйтон навестила больного Тоуна в больнице и со слезами на глазах клялась прессе в любви к нему, однако уже через несколько дней пресса сообщила о том, что её снова видели во время тайной встречи с Нилом. 28 сентября 1951 года, вскоре после выхода Тоуна из больницы, он женился на Пэйтон. Известный светский хроникёр Хедда Хоппер написала по этому поводу: «Слава Богу, теперь мы можем расслабиться». Однако семь недель спустя Пэйтон и Тоун разъехались и в мае развелись официально. Тем временем Нил отбывал восьмимесячный срок заключения в тюрьме округа Лос-Анджелес, кроме того, он был приговорён к выплате Тоуну компенсации в размере 100 тысяч долларов. Несмотря ни на что, после выхода на свободу Нил возобновил отношения с Пэйтон.
Однако, по словам Хэннсберри, скандал нанёс разрушительный удар как по карьерам как Нила, так и Пэйтон. Актрису сняли с главной роли в фильме «Леди в железной маске» (1952), отдав её в аренду для съёмок в низкобюджетном хорроре «Невеста гориллы» (1951). Для Нила голливудские двери также закрылись. По контракту с Lippert он должен был сыграть ещё в одной картине, и студия попыталась подзаработать на скандальной славе Нила и Пэйтон, сняв их вместе в быстро сляпанном вестерне «Великий поход Джесси Джеймса» (1953) . Как оказалось, это была последняя роль Нила в кино. Затем пара гастролировала в Детройте, Чикаго и Питтсбурге с театральной постановкой «Почтальон всегда звонит дважды», где в афише они были названы «буйными и яркими голливудскими звёздами». В 1953 году Нил сопровождал Пэйтон в Лондон, где она должна была сыграть в английской картине. Нил надеялся жениться на Пэйтон, говоря прессе о планах «жениться на ней и иметь пятерых или шестерых детей», но Пэйтон не проявляла аналогичного энтузиазма. Во время пребывания в Лондоне Нил и Пэйтон постоянно конфликтовали, и в конце концов Нил вернулся в Голливуд один, окончательно положив конец их отношениям.

### Переезд в Палм-Спрингс. Брак с Патрицией Фентон
После разрыва с Пэйтон Нил переехал в Чикаго, где играл в местной мыльной опере «Время жить». На следующий год он вернулся в Голливуд, но не смог найти работу и, распродав всё своё имущество, переехал в Палм-Спрингс, где устроился ночным менеджером в ресторане. В этот период, по словам Хэннсберри, «в бурной жизни Нила кое-что начало налаживаться». Увлекаясь с детства садоводством, он получил лицензию ландшафтного архитектора и начал успешный ландшафтный бизнес. В 1957 году в интервью журналисту United Press Вернону Скотту Нил рассказывал об этом этапе своей жизни: «Это была тяжёлая работа под палящим пустынным солнцем, но она стоила того. Я, наконец, нашёл себя — впервые в жизни». В этот период Нил приобщился к христианству и женился на местной девушке Патриции Фентон, которая родила ему сына Томаса-младшего. Нил говорил Скотту: «Я счастливый человек. Я ни за что на свете не вернусь к актёрской игре. Я нашёл религию, добрую жену и работу, которой могу гордиться». Однако в 1958 году Патриция скоропостижно умерла от рака, после чего Нил отправил сына к своей сестре в Эванстон, а «его собственная жизнь вновь покатилась вниз».

### Брак с Гейл Беннетт. Убийство жены
После смерти жены Нил стал тяжело пить, его бизнес развалился, и он был вынужден объявить себя банкротом. В 1961 году Нил женился на Гейл Беннетт, 23-летней сотруднице теннисного клуба, бурный роман с которой, по словам Хэннсберри, «был обречён с самого начала». В 1965 году, когда Нил навещал сына в Эванстоне, Гейл подала на развод. По его возвращении в Палм-Спрингс дела пошли ещё хуже.
Как пишет Лайонс, ночью 1 апреля 1965 года Нил зашёл в ресторан недалеко от Палм-Спрингс, где заявил его владельцу, что только что убил Гейл, когда она спала. На следующее утро адвокат Нила вызвал в его дом полицию, заявив, что «женщина в доме умерла или серьёзно ранена». На диване было обнаружено тело застреленной в голову Гейл, после чего Нила сразу же задержали, а 16 апреля ему было предъявлено обвинение в убийстве. Для Нила устроили сбор средств на хорошего адвоката, деньги дали, в том числе, и многие голливудские звёзды, включая Тоуна. Суд начался 19 октября 1965 года. Обвинение просило признать Нила виновным в убийстве первой степени. Один из свидетелей показал, что в день убийства Нил неожиданно приехал из Чикаго, начав обвинять Гейл в том, что в период его 10-недельного отсутствия она имела сексуальные связи с другими мужчинами. На суде Нил заявил, что Гейл якобы угрожала ему пистолетом, и он защищался, однако судмедэксперт посчитал версию Нила «маловероятной». Другие свидетели сообщили, что Гейл боялась, что Нил убьёт её после того, как 11 марта она подала заявление на развод, в котором указала, что он угрожал ей оружием. В итоге присяжные вынесли вердикт — непредумышленное убийство, и судья приговорил Нила к заключению до 15 лет в тюрьме штата. В декабре 1971 года, после шести лет заключения, Нил был освобождён условно-досрочно.

## Последние годы жизни. Смерть
Как пишет Хэннсберри, после шестилетнего заключения Нил выглядел намного старше своих лет. Он вернулся в Голливуд, где стал жить со своим 15-летним сыном. Он говорил репортёрам, что собирается поступить на работу в телевизионную фирму, но этого так и не случилось. Через восемь месяцев после освобождения, 7 августа 1972 года, сын обнаружил Нила мёртвым в его постели. Вскрытие показало, что он умер от сердечной недостаточности.
По иронии судьбы, через два десятилетия после смерти отца Том Нил-младший сыграл главную роль в римейке самого памятного фильма отца «Объезд», сыграв ту же роль несчастного музыканта, которую его отец сыграл в середине 1940-х годов. Ремейк, к сожалению, сильно уступал оригиналу, и в 1992 году получил лишь ограниченный прокат в кинотеатрах, а в 1998 году вышел на видео.

## Фильмография
| Год  |     | Русское название                            | Оригинальное название                    | Роль                                    |
| ---- | --- | ------------------------------------------- | ---------------------------------------- | --------------------------------------- |
| 1938 | ф   | На Запад с Харди                            | Out West with the Hardys                 | Олдрич Браун                            |
| 1938 | кор | Великое сердце                              | The Great Heart                          | отец Дамиан (в титрах не указан)        |
| 1939 | ф   | Сожги их, О'Коннор                          | Burn 'Em Up O'Connor                     | «Хэнк» Хоган                            |
| 1939 | ф   | Четыре девушки в белом                      | Four Girls in White                      | доктор Филлипс                          |
| 1939 | ф   | В рамках закона                             | Within the Law                           | Ричард Гилдер                           |
| 1939 | ф   | 6000 врагов                                 | 6,000 Enemies                            | Рэнсом                                  |
| 1939 | кор | Требуется помощь                            | Help Wanted                              | Джо Дэниелс                             |
| 1939 | ф   | Они выходят все                             | They All Come Out                        | Зой З. Камерон                          |
| 1939 | ф   | Другой тонкий человек                       | Another Thin Man                         | Фредди                                  |
| 1939 | ф   | Джо и Этель Тёрп призывают Президента       | Joe and Ethel Turp Call on the President | Джонни Краспер                          |
| 1939 | ф   | Гонолулу                                    | Honolulu                                 | врач скорой помощи (в титрах не указан) |
| 1939 | ф   | Сильнее, чем желание                        | Stronger Than Desire                     | репортёр (в титрах не указан)           |
| 1940 | кор | Джекпот                                     | Jack Pot                                 | Фрэнк Джонсон                           |
| 1940 | ф   | Отважный доктор Кристиан                    | The Courageous Dr. Christian             | Дейв Уильямс                            |
| 1940 | ф   | Убийство в небе                             | Sky Murder                               | Стив, пилот                             |
| 1940 | ф   | Командование полётами                       | Flight Command                           | пилот (в титрах не указан)              |
| 1941 | ф   | Несовершеннолетние                          | Under Age                                | Рокки Стоун                             |
| 1941 | ф   | Девушка джунглей                            | Jungle Girl                              | Джек Стэнтон                            |
| 1941 | ф   | Первый сержант Маллиган                     | Top Sergeant Mulligan                    | Дон Льюис                               |
| 1941 | ф   | Чудо-ребёнок                                | The Miracle Kid                          | Джимми Конли                            |
| 1942 | ф   | Одна волнующая ночь                         | One Thrilling Night                      | Фрэнки Сэкстон                          |
| 1942 | ф   | Летающие тигры                              | Flying Tigers                            | Рирдон                                  |
| 1942 | ф   | Бауэри в полночь                            | Bowery at Midnight                       | Фрэнки Миллс                            |
| 1942 | ф   | Гордость янки                               | The Pride of Yankees                     | член братства (в титрах не указан)      |
| 1942 | ф   | Китаянка                                    | China Girl                               | капитан Хейнс (в титрах не указан)      |
| 1942 | ф   | Десять джентльменов из Вест-Пойнта          | Ten Gentlemen from West Point            | кадет (в титрах не указан)              |
| 1943 | кор | Задний стрелок                              | The Rear Gunner                          | инструктор сержант                      |
| 1943 | ф   | У неё есть то, что нужно                    | She Has What It Takes                    | Роджер Ратлидж                          |
| 1943 | ф   | Успехов, мистер Йейтс                       | Good Luck, Mr. Yates                     | Чарли Эдмондс                           |
| 1943 | ф   | За восходящим солнцем                       | Behind the Rising Sun                    | Таро Секи                               |
| 1943 | ф   | Кое-что о солдате                           | There's Something About a Soldier        | Уолли Уильямс                           |
| 1943 | ф   | Кейт с Клондайка                            | Klondike Kate                            | Джефферсон Брэддок                      |
| 1943 | ф   | Военно-воздушные силы                       | Air Force                                | морской пехотинец (в титрах не указан)  |
| 1943 | ф   | Нет времени для любви                       | No Time for Love                         | водолаз (в титрах не указан)            |
| 1944 | ф   | Рэкетир                                     | The Racket Man                           | Мэтт Бенсон                             |
| 1944 | ф   | Двухместная подводная лодка                 | Two-Man Submarine                        | Джерри Эванс                            |
| 1944 | ф   | Неписаный кодекс                            | The Unwritten Code                       | сержант Терри Хантер                    |
| 1944 | ф   | Чистокровки                                 | Thoroughbreds                            | Расти Кёртис                            |
| 1945 | ф   | Корпорация «Преступление»                   | Crime, Inc.                              | Джим Райли                              |
| 1945 | ф   | Первый янки в Токио                         | First Yank Into Tokyo                    | майор Стив Росс                         |
| 1945 | ф   | Объезд                                      | Detour                                   | Эл Робертс                              |
| 1945 | ф   | Клуб «Гавана»                               | Club Havana                              | Билл Портер                             |
| 1946 | ф   | Грубиян                                     | The Brute Man                            | Клиффорд Скотт                          |
| 1946 | ф   | Мой пёс Шеп                                 | My Dog Shep                              | окружной прокурор Херрик                |
| 1946 | ф   | Алиби от блондинки                          | Blonde Alibi                             | Рик Лейвери                             |
| 1947 | ф   | Ложная тревога                              | Cry Wolf                                 | гостиничный клерк (в титрах не указан)  |
| 1947 | кор | Дело няни                                   | The Case of the Baby Sitter              | Расс Эштон                              |
| 1948 | ф   | Помимо славы                                | Beyond Glory                             | капитан Генри Джейсон Дэниелс           |
| 1949 | ф   | Брюс Джентри                                | Bruce Gentry                             | Брюс Джентри                            |
| 1949 | ф   | Приключение на Амазонке                     | Amazon Quest                             | Томас Деккер, младший                   |
| 1949 | ф   | Вождь апачей                                | Apache Chief                             | лейтенант Браун                         |
| 1949 | ф   | Красная пустыня                             | Red Desert                               | Джон Уильямс                            |
| 1950 | ф   | Секретная радарная служба                   | Radar Secret Service                     | Микки Моран                             |
| 1950 | ф   | Женщины Дэлтона                             | The Daltons' Women                       | мэр                                     |
| 1950 | ф   | Джо Палука в Хамфри не упускает возможность | Joe Palooka in Humphrey Takes a Chance   | Гордон Роджерс                          |
| 1950 | ф   | Я застрелил Билли Кида                      | I Shot Billy the Kid                     | Чарли Боудри                            |
| 1950 | ф   | Поезд в Томбстоун                           | Train to Tombstone                       | доктор Уиллоуби                         |
| 1950 | ф   | История Дюпона                              | The Du Pont Story                        | Альфред В. Дюпон                        |
| 1950 | ф   | Зов Клондайка                               | Call of the Klondike                     | Том Мэллори                             |
| 1950 | ф   | Король кнута                                | King of the Bullwhip                     | Бенсон                                  |
| 1950 | с   | Шоу Джина Отри (2 эпизода)                  | The Gene Autry Show                      |                                         |
| 1951 | ф   | Отпечатки пальцев не лгут                   | Fingerprints Don't Lie                   | обвинитель в суде                       |
| 1951 | ф   | Связанный с флотом                          | Navy Bound                               | Джо Морелли                             |
| 1951 | ф   | Остановите этот кэб                         | Stop That Cab                            | Лефти                                   |
| 1951 | ф   | Зона опасности                              | Danger Zone                              | Эдгар Спейдли                           |
| 1951 | ф   | Солдат Джейн                                | G.I. Jane                                | Тимоти Р. «Тим» Роулингс                |
| 1951 | ф   | Эстрада на параде                           | Varieties on Parade                      | Том Нил                                 |
| 1951 | ф   | Ну, флот, давай!                            | Let's Go Navy!                           | Джо                                     |
| 1951 | ф   | Всё, что у меня есть                        | All That I Have                          | Берт Грейсон                            |
| 1951 | ф   | История в Вальпараисо                       | Valparaiso Story                         |                                         |
| 1951 | с   | Бостонский Блэки (2 эпизода)                | Boston Blackie                           |                                         |
| 1951 | с   | Отряд                                       | Racket Squad                             |                                         |
| 1951 | с   | Время голливудского театра                  | Hollywood Theatre Time                   |                                         |
| 1952 | с   | Приключения Дикого Билла Хикока             | The Adventures of Wild Bill Hickock      | Лэш Корби                               |
| 1953 | ф   | Великий рейд Джесси Джеймса                 | The Great Jesse James Raid               | Арч Клементс                            |
| 1954 | с   | Время жить                                  | Time to Live                             | Пол                                     |
| 1955 | с   | Борцы с бандами                             | Gang Busters                             | Уильям Харлан Крейн                     |
| 1957 | с   | Истории Уэллс-Фарго                         | Tales of Wells Fargo                     | Джонни Рино                             |
| 1958 | ф   | Последнее ура                               | The last Hurrah                          | Том (в титрах не указан)                |
| 1959 | с   | Майк Хаммер                                 | Mike Hammer                              | Люк Лунд                                |